# Batken (provins)

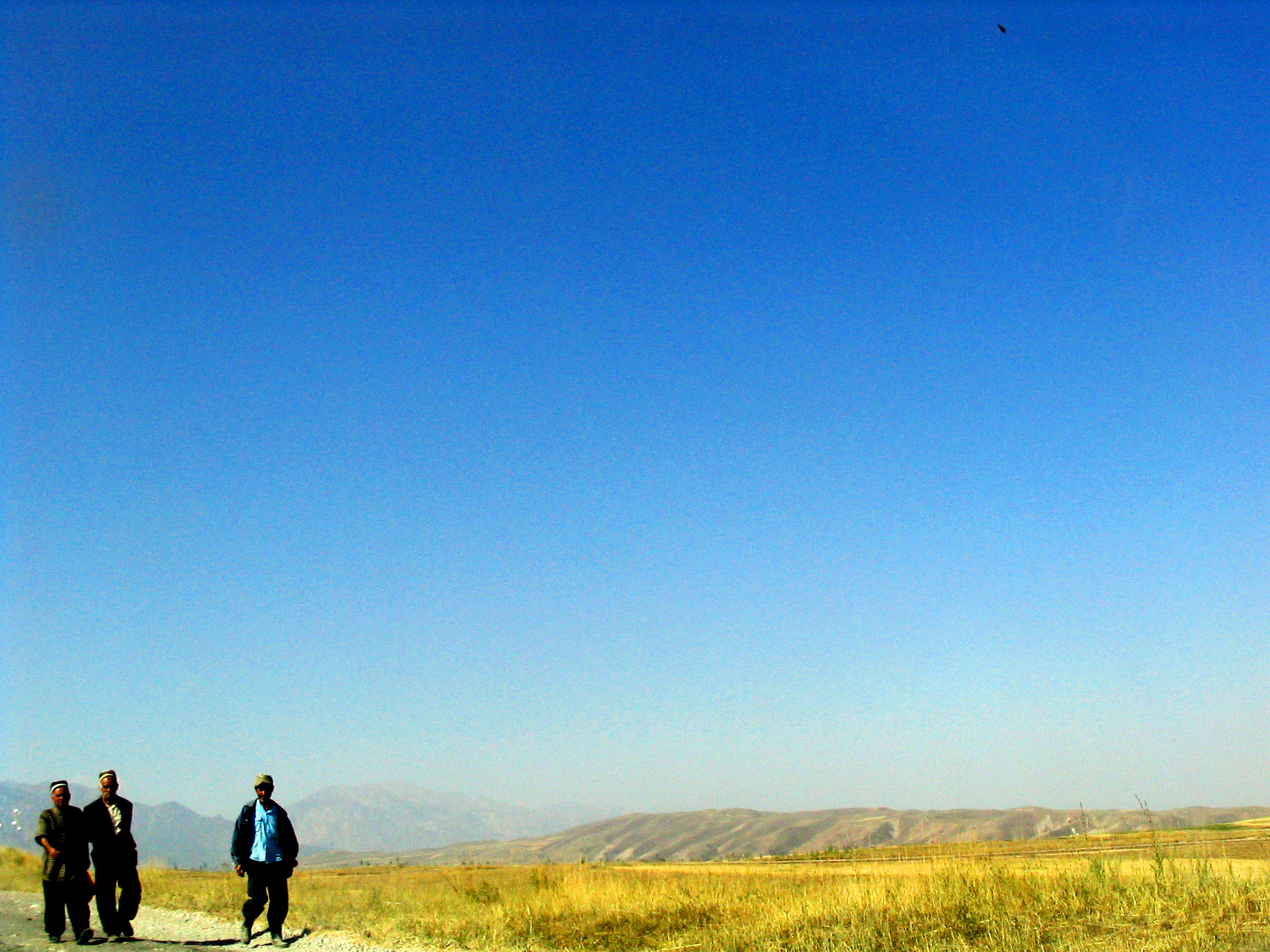
Vy över Batken

Batken (kirgiziska: Баткен областы) är en provins (oblast) i Kirgizistan, med staden Batken som administrativt centrum. Provinsen har en yta på 16 995 km² och en befolkning på ungefär 428 800 invånare. Batken skapades den 12 oktober 1999 från den västligaste delen av provinsen Osj. 
Provinsen gränsar till provinsen Osj i öst och till Tadzjikistan i söder, väster och norr och i nordöst gränsar provinsen till Uzbekistan. 
Den norra delen av provinsen är en del av den bördiga Ferganadalen.

## Administrativ indelning
Batken är indelat i tre distrikt.
| Distrikt | Huvudort |
| -------- | -------- |
| Batken   | Batken   |
| Kadamjai | Pulgon   |
| Leilek   | Isfana   |

Städerna Kyzyl-Kyia och Sülüktü ingår inte i något distrikt utan administreras direkt under provinsen.